# Robert Meeuwsen
Robert Meeuwsen (Nieuwegein, 21 de março de 1988) é um jogador de voleibol de praia holandês, medalhista olímpico.

## Carreira
Meeuwsen representou, ao lado de Alexander Brouwer, seu país nos Jogos Olímpicos de Verão. Nas Olimpíadas de 2016 ficou com a medalha de bronze.e  foram a dupla vice-campeã de todo Circuito Mundial de 2018.